# Эйктюрнир
Эйктюрнир (норв. Eikþyrnir — «дуборогий») — мифический олень в германо-скандинавской мифологии. Согласно «Старшей Эдде», Эйктюрнир стоит на крыше Вальгаллы и ест листья мирового дерева — ясеня Иггдрасиль. Вода, которая капает с его рогов, даёт исток всем рекам.
Эйктюрнир олень,

на Вальгалле стоя,

ест Лерад листву;

в Хвергельмир падает

влага с рогов —

всех рек то истоки.
— Старшая Эдда, Речи Гримнира

Этимология названия животного до конца не изучена. Анатолий Либерман предполагает, что Heiðþyrnir, название самого нижнего неба в скандинавской мифологии (от heið — «светлое небо»), было разделено на две части, и на основе двух частей образовались имена оленя Eikþyrnir и козы Heiðrún. Происхождение части -þyrnir не совсем ясно, но ассоциации с шипами на рогах, которые можно видеть и на иллюстрациях, вероятно связаны с народной этимологией.

## В культуре
На территории ТиНАО в тематическом парке рядом с ручьём установлена скульптура Эйктюрнира из погодо-устойчивого металла.